# Ingrid Haebler
Ingrid Haebler, née le 20 juin 1929 à Vienne et morte le 14 mai 2023, est une pianiste autrichienne.

## Biographie
C'est sa mère pianiste, Charlotte Freifrau von Haebler, qui lui enseigne les rudiments de l'instrument. Elle fait ses débuts à onze ans en public au Mozarteum. Elle étudie à l'académie de musique de Vienne, au Mozarteum de Salzbourg avec Steniz Scholz (où elle remporte la médaille Lilli-Lehman en 1949, au Mozarteum), puis au conservatoire de Genève avec Nikita Magaloff (où elle remporte le prix de virtuosité en 1951), et en cours privés avec Marguerite Long à Paris. 
Elle remporte le second prix au concours Schubert de Genève en 1952 et 1953 et un autre prix à Munich l'année suivante. Elle voyage ensuite dans le monde entier pour des tournées de concerts. À partir de 1969, elle est professeur au Mozarteum.
Elle est bien connue pour ses séries d'enregistrements des années 1950 à 1980. Ses disques des sonates de Mozart, notamment enregistrées pour le label Denon, et son interprétation des Valses de Chopin sont considérés comme parmi les meilleurs. Haebler a par deux fois au moins enregistré l'intégrale des concertos pour piano de Mozart, souvent avec ses propres cadences et l'intégrale des sonates de Schubert. Elle est un des nombreux musiciens autrichiens qui a expérimenté le jeu sur « instruments d'époque », enregistrant notamment sur pianoforte Johann Christian Bach. Ses disques Mozart et Beethoven avec le violoniste Henryk Szeryng, avec qui elle faisait souvent de la musique de chambre, sont particulièrement appréciés.

## Discographie
- J.C. Bach, Concertos op. 1 et 7 - Ingrid Haebler, pianoforte ; Wien Capella Academica, dir. Eduard Melkus (1969, 1972, 1977, 2CD Philips) (OCLC 30673144)
- J.C. Bach, 6 Sonates op. 5 - Ingrid Haebler, pianoforte (Philips)
- J.C. Bach, 6 Sinfonias op. 3/6, Concertos pour piano, op. 13 - Ingrid Haebler, pianoforte ; Academy of St. Martin in the Fields, dir. Neville Marriner ; Wien Capella Academica, dir. Eduard Melkus (1997, Philips)
- Beethoven, Sonates pour violon, Vol. I et II - Romances - Henryk Szeryng, Ingrid Haebler ; Royal Concertgebouw Orchestra, Bernard Haitink (1971-80, Philips) (OCLC 937703523 et 937672433)
- Chopin, Nocturnes (1956, 2LP Vox PL ) (OCLC 11954007)
- Chopin, Valses (LP Vox GBY 11970)
- Haydn, Sonates pour piano no 35, 37 à 39 (1969, Philips) (OCLC 659214726)
- Mozart, Musique pour deux pianos - Ingrid Haebler, Ludwig Hoffmann, Jörg Demus, Paul Badura-Skoda (1971-78, 2CD Philips Classics 422 516-2) (OCLC 154641529)
- Mozart, Concertos pour piano nos 6 & 8 (1954, LP Vox PL 9290)
- Mozart, Concertos pour piano nos 15 & 18 - Haebler ; Orchestre symphonique de Vienne, dir. Heinrich Hollreiser (1953, LP Vox PL 8300) (OCLC 4741984)
- Mozart, Concertos pour piano nos 17 & 26 - Haebler ; Orchestre symphonique de Bamberg, Orchestre symphonique de Vienne,  dir. Heinrich Hollreiser (1955, LP Vox PL 9390)
- Mozart, Concertos pour piano nos 19 & 20 - Haebler ; Orchestre symphonique de Vienne, dir. Karl Melles (1958, Vox) (OCLC 1855840)
- Mozart, Concertos pour piano nos 12 & 27 (1954, LP Vox PL 8710) (OCLC 4742005)
- Mozart, Concertos pour piano nos 13 & 24 - Haebler ; Orchestre symphonique de Vienne, dir. Paul Walter (LP Vox PL 10.080) (OCLC 658817701)
- Mozart, Concertos pour piano - Ingrid Haebler, pianoforte (1-4) et piano ; Capella Academica Wien, dir. Eduard Melkus (1-4) ; London Symphony Orchestra, dir. Witold Rowicki, Alceo Galliera, Colin Davis (10CD Philips 454 352-2) (OCLC 222291004)
- Mozart, Sonates pour piano (1986-91, 5CD Denon COCQ-83689) (OCLC 36419870)
- Mozart, Variations pour piano K.455, 352, 179, 500 & K.24, 25, 180, 265, 254, 398 (3-9 novembre/2-9 décembre 1975, 2CD Philips)
- Mozart, Sonates pour piano et violon K. 296, 301, 306 - Henryk Szeryng, Haebler (1969/1972, Philips)
- Mozart, Sonates pour piano et violon K. 378, 380, 454 - Henryk Szeryng, Haebler (1969/1972, Philips)
- Mozart, Quatuors avec piano - Schwalbé, Cappne, Borwitzky (Philips) (OCLC 658577213)
- Mozart, Quintette pour piano et vents et Beethoven, Quintette op. 16 - Haebler ; Membres du Quintette à vents de Bamberg (19-22 septembre 1971, Philips)
- Schubert, Impromptus (1955, LP Vox PL 8940)
- Schubert, Sonates pour piano (12), Impromptus, Moments musicaux, Fantaisie en fa mineur* - Haebler, Ludwig Hoffmann* (1960/1970, 7CD Philips 456 367-2 / Decca) (OCLC 51748844)